# John Bello Story II
John Bello Story II è il terzo mixtape del rapper tedesco Kool Savas, pubblicato il 17 ottobre del 2008 per la Optik Records/Groove Attack. Raggiunse il 13º posto nella classifica degli album più venduti in Svizzera. ed il 10° in Germania.
In seguito nel 2009 fu pubblicata anche un'altra versione di questo mixtape, ovvero la "Brainwash Edition" che contiene alcune nuove tracce, che raggiunse il 45º posto nella classifica dei album tedeschi e 56° in Svizzera.

## Tracce[3]
CD 1
| #   | Titolo | Durata |
| --- | --- | ------ |
| 1.  | Bagger (feat. Sizzlac, Caput & Moe Mitchel) |        |
| 2.  | Fick nicht mit uns (feat. Amar, Ercandize & Moe Mitchell) |        |
| 3.  | Krone (feat. Franky Kubrick, Moe Mitchell & Amaris) |        |
| 4.  | Legt Euch ins Zeug (feat. Amar, Kaas & Moe Mitchell) |        |
| 5.  | Weil´s nicht anders geht (feat. Franky Kubrick, Caput & Sizzlac) |        |
| 6.  | Charisma (feat. 40 Glocc) |        |
| 7.  | Brainwash (feat. Kaas & Sizzlac) |        |
| 8.  | Feuer (feat. Ercandize, Amar, Caput, MottaMan) |        |
| 9.  | Nur ein Skit (Skit) |        |
| 10. | Holiday Hoe (feat. Franky Kubrick & Moe Mitchell) |        |
| 11. | Belloman (feat. Sizzlac & Caput) |        |
| 12. | Letzeee gooo (L.A.A.S.A.V.A.S.) (feat. Laas Unltd.) |        |
| 13. | LOL (feat. Amar & Ercandize) |        |
| 14. | Beweis 2 (Mammut Remix) (feat. Olli Banjo, Plan B, Maeckes, Caput, Mo Trip, Ercandize, Kobra, Franky Kubrick, Sizzlac, Laas Unltd., Jifusi, Phreaky Flave, Amar, Italo Reno & Germany, Favorite, Kaas & Vega) |        |

CD 2
| #  | Titolo                                                                      | Durata |
| -- | --------------------------------------------------------------------------- | ------ |
| 1. | Sondern Hundert (feat. Maeckes & Plan B)                                    |        |
| 2. | Das hier können sie uns nicht nehmen (feat. Sinan, I.G.O.R. & Mo Trip)      |        |
| 3. | Voldemort (feat. Laas Unltd & Ercandize)                                    |        |
| 4. | Horrormusic (feat. Jifusi)                                                  |        |
| 5. | Ausser Kontrolle (feat. Kaas, Franky Kubrick, Caput, Olli Banjo, & Dervizz) |        |
| 6. | Krone (Remix) (feat. Franky Kubrick, Moe Mitchell & Amaris)                 |        |
| 7. | Brainwash (Remix) (feat. Kaas & Sizzlac)                                    |        |

Brainwash Edition
| #  | Titolo                                  | Durata |
| -- | --------------------------------------- | ------ |
| 1. | Futurama                                |        |
| 2. | Brainwash 2 (feat. Dem Franchize Boyz)  |        |
| 3. | Gladiator (feat. Amar)                  |        |
| 4. | Brainwash 3 (feat. Kaas & Moe Mitchell) |        |
| 5. | Rapfilm                                 |        |